# Your Time Is Gonna Come
«Your Time Is Gonna Come» (с англ. — «Твоё время придёт») — пятая песня с первого альбома британской рок-группы Led Zeppelin.
При записи этой песни не использовалась бас-гитара. Вместо этого Джон Пол Джонс играл на электрооргане, в том числе, на басовых педалях, в то время как гитарист Джимми Пейдж играл на акустической гитаре. Вокалист Роберт Плант, в свою очередь, спел текст Пейджа, в котором упоминается несколько строчек из песни «I Believe To My Soul» Рэя Чарльза.
На концертах Led Zeppelin исполняли эту песню лишь в 1968 году в Скандинавии, а затем в составе попурри «Whole Lotta Love».

## Участники записи
- Роберт Плант — вокал
- Джимми Пэйдж — гитары, бэк-вокал
- Джон Пол Джонс — орган, бас-педаль, бэк-вокал
- Джон Бонэм — ударные, бэк-вокал